# ドゥルグックァ (バンド)
ドゥルグックァ（들국화、日本語：野菊）は、ボーカルのジョン・イングォン、ベースのチェ・ソンウォン、キーボードのホ・ソンウク、ギターのジョ・ドックァン、ドラムのジュ・チャングゥオンらが1985年に結成した、韓国のポップス・ロック音楽グループ。 80年代韓国の最高のロックバンドの一つに数えられる。
1985年9月、「それだけが私の世界 (그것만이 내세상)」、「行進 (행진)」をはじめとして、アルバム全曲がヒットとなった伝説的な第1集を発表したが、2集の失敗の後、メンバー間の音楽性の違いで解散となった。彼らの音楽は、以降のミュージシャン大きな影響を与え、2001年には後輩の歌手たちによるトリビュート・アルバムが制作された。
1980年代の軍事政権の下で、あたりさわりのないバラードやトロットが主流の大衆音楽界に対して、反抗的な歌詞と絶叫するようなボーカルを前面に出した、韓国的なロックを披露した。また、彼らの音楽は、当時の主な音楽の流通経路となっていたテレビ放送を通してではなく、アルバムとライブを通じて知られ、とてつもない反響を受け、韓国で初めてアンダーグラウンドの音楽の可能性を開くこととなった。彼らのデビューアルバムであり、韓国音楽史の記念碑として評価される、1集『行進 - 행진』は2007年『京郷新聞』にて選定された、韓国大衆音楽100台名盤で1位を勝ち取り、再び話題となった。

## 結成と活動
1983年10月、ボーカルのジョン・イングォン、キーボードのホ・ソンウク、ベーシストのチェ・ソンウォンが集まってバンドを結成した。バンド名「野菊」はバンド名について悩んでいた際、ホ・ソンウクが噛んでいたガムの名前に由来している。以後、数多くのライブコンサートを通じて、若者の人気を博した。
1985年、ギターのチェ・グヒとソン・ジンテ、ドラムのジュ・チャングゥオンがメンバーに加わる。 その後、結成5年後の1987年に解散を宣言し、 1995年に新しいメンバーによって再結成された。
1997年、バンドでキーボードを担当したホ・ソンウクがカナダにて交通事故で死亡すると、このことをきっかけに活動を再開した。 以降、2000年に再び解散、 2012年に再び結成された。
2013年10月20日にドラマーのジュ・チャングゥオンの突然の死亡で、新しいアルバムの準備が中断されたが、2013年12月6日にジュ・チャングゥオンの遺作アルバムとなった《ドゥルグックァ- 들국화》を発表する。そして、再び解散説が持ち上がり、ジョン・イングォンはジョン・イングォン・バンドとして活動する予定でありながらも、チェ・ソンウォンと再び活動することをほのめかした。 
しかし、再結成の状況が不透明な中、ジョン・イングォンは2014年8月20日、ジョン・イングォン・バンドの再活動を控えた時の記者会見で、今後、ドゥルグックァの再結成計画がないことを明らかにした。 

## メンバー
- ジョン・イングォン 1954年9月30日 ）-ボーカル
- チェ・ソンウォン（ 1954年2月9日生） -ベース

### 元メンバー
- ホ・ソンウク（1962年生まれ） -キーボード
- チェ・グヒ（） -その他
- ソン・ジンテ（） -その他
- チョ・ドクファン（ 1953年9月28日生） -その他
- ジュ・チャングォン（ 1955年3月18日生） -ドラム

## 作品

### スタジオアルバム
- 《行進》（1985年）
- 《あなたと私と -  너랑 나랑》（1986年）
- 《私たち - 우리》（1995年）
- 《ドゥルグックァ - 들국화》（ 2013年12月6日）

### ライブアルバム
- 《Live Concert》（ 1986年4月25日）

### コンピレーション
- 《 1979-1987 思い出のドゥルグックァ》 (1987年)
- 《ドゥルグックァ ベスト12》（1989年）
- 《ドゥルグックァ Best》（ 1995年9月）

### トリビュートアルバム
- 《 A Tribute To 들국화》 (2001年)
- 《 2011 들국화リメイク》（2011年）